# Arroyo Miguelete
El arroyo Miguelete es el principal curso de agua del departamento de Montevideo, tanto por la extensión de su cuenca hidrográfica como por su relación de importantes áreas urbanizadas, desde su nacimiento en la cuchilla Grande hasta su desembocadura en la Bahía de Montevideo. La cuenca está totalmente comprendida en el territorio departamental y abarca una superficie de 69 km². El arroyo atraviesa de norte a sur el departamento y tiene una extensión aproximada de 22 km.

## Historia

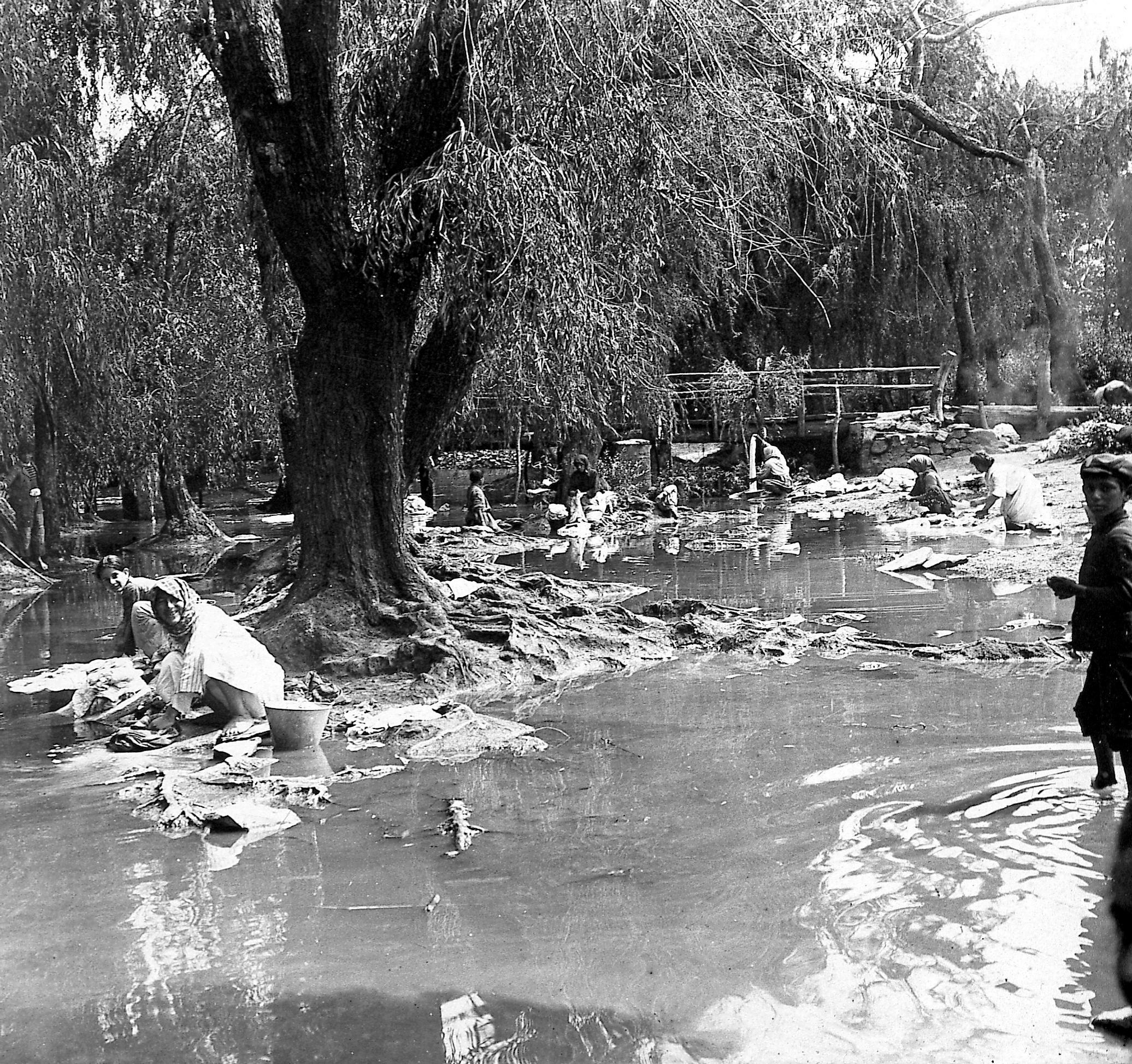
Lavanderas en el arroyo Miguelete en el año 1904.

A lo largo de la historia, el arroyo Miguelete fue el estructurador de Montevideo. Durante la fundación de la ciudad fortificada, las chacras recibidas por las familias pobladoras se ubicaban en sus márgenes, consecuencia de la cercanía con la ciudad amurallada, la fertilidad de sus suelos y el fácil regadío. Por lo tanto, los cultivos en la jurisdicción de la ciudad fueron realizados en dicha zona. En agosto de 1727 se adjudican 37 chacras con un frente de 10.400 varas sobre el "Arroyo de los Migueletes" o "arroyo de los voluntarios". En 1730 se amplia el reparto de tierras, y se otorgan 84 chacras, 52 sobre la margen derecha y 32 sobre la izquierda. En 1773 hasta su muerte, José Manuel Pérez Castellano desarrolla un cultivo experimental registrado en su trabajo Observaciones sobre Agricultura.
A lo largo de la historia, el arroyo Miguelete fue el estructurador de muchos paseos de los montevideanos, uniendo el parque del Prado con la playa Capurro, y sus aguas han sido también soporte de actividades de esparcimiento, deportes y un lugar donde las personas lavaban su ropa.
Hoy el arroyo cuenta con numerosos asentamientos irregulares, especialmente en el tramo medio de su curso, lo que ha ocasionado su progresiva contaminación, debido a que sus ocupantes arrojan a las aguas del arroyo residuos sólidos y líquidos que no pueden ser reciclados, y también al vertido de sustancias contaminantes por parte de las numerosas industrias que se instalaron en sus márgenes.[cita requerida]
Al impulso de la administración del arquitecto Mariano Arana en la Intendencia de Montevideo (1995-2005), se creó el Plan Especial para el arroyo donde se fijó como objetivo mejorar las condiciones ambientales del cauce y márgenes del arroyo. Han sido implementado diferentes programa de realojo de asentamientos, creación de espacios públicos, accesos y derrumbes de edificaciones de fábricas abandonadas ubicadas en sus costas. Mediante la progresiva construcción del parque lineal a lo largo del cauce del arroyo, se busca mejorar las condiciones ambientales del cauce, y conectar de manera directa el Norte de la ciudad de Montevideo con el sector sur.  
Al día de hoy, se ha creado el parque Andalucía, Capurro Contemporáneo, Campomar Abierto, Espacio Público Juan Pablo Terra, cancha de babyfutbol Fénix, Terrazas de Pueblo Victoria, plaza Marco Velázquez, entre otros espacios públicos a sus márgenes. ;
Actualmente, la Intendencia se encuentra trabajando en el sector medio: Casavalle, Barrios Unidos, Lavalleja Sur y Gruta de Lourdes. 
Esta proyectado la expansión del parque lineal al norte de la Av. De las Instrucciones, sobre el barrio Peñarol. Cursos de Facultad de Arquitectura (FADU) han realizado el proyecto de Parque de la Memoria en el Sitio de Memoria que abarca el área de enterramientos clandestinos utilizado por Dictadura cívico-militar (1973-1985). Sitio donde los perpetradores de los crímenes de lesa humanidad intervinieron ante el advenimiento de la Democracia para ocultar la evidencia materiales de los crímenes perpetrados. En dicho lugar, los violadores de los derechos humanos efectuaron la exhumación de restos óseos para ser nuevamente enterrados en paradero desconocido, no obstante fueron hallados restos óseos de cuatro esqueletos, dos fueron identificados y dos permanecen sin identificar.
Las nacientes del cauce (Abayubá, Mendoza y Toledo chico) se componen por terrenos rurales destinados a la producción de alimentos y bebidas, con el desarrollo de chacras, viñedos y producción de granja. Junto con otras localidades, forman parte de Montevideo rural.

## Ecología
Integra la cuenca del Río de la Plata. 
Desde 2003 la Intendencia de Montevideo desarrolla un plan de mejora gradual y mantenimiento de las aguas del arroyo Miguelete. Tiene previsto futuras acciones urbano-paisajísticas y ambientales para la mejora de su cauce, mediante acciones que impidan el vertido de residuos domiciliarios o industriales en su cuenca, así como la ordenación urbana de sus márgenes. 
Actualmente, y a pesar de no tener condiciones ambientales óptimas, en el barrio Capurro pueden ser vistas una multiplicidad de especies animales que incluye aves (patos, cisnes de cuello negro, garzas, entre otras), tortugas, morrocoyos, entre otras especies.